# Stutz IV-Porte
Stutz IV-Porte – samochód osobowy klasy luksusowej produkowany pod amerykańską marką Stutz w latach 1979–1987.

## Historia i opis modelu

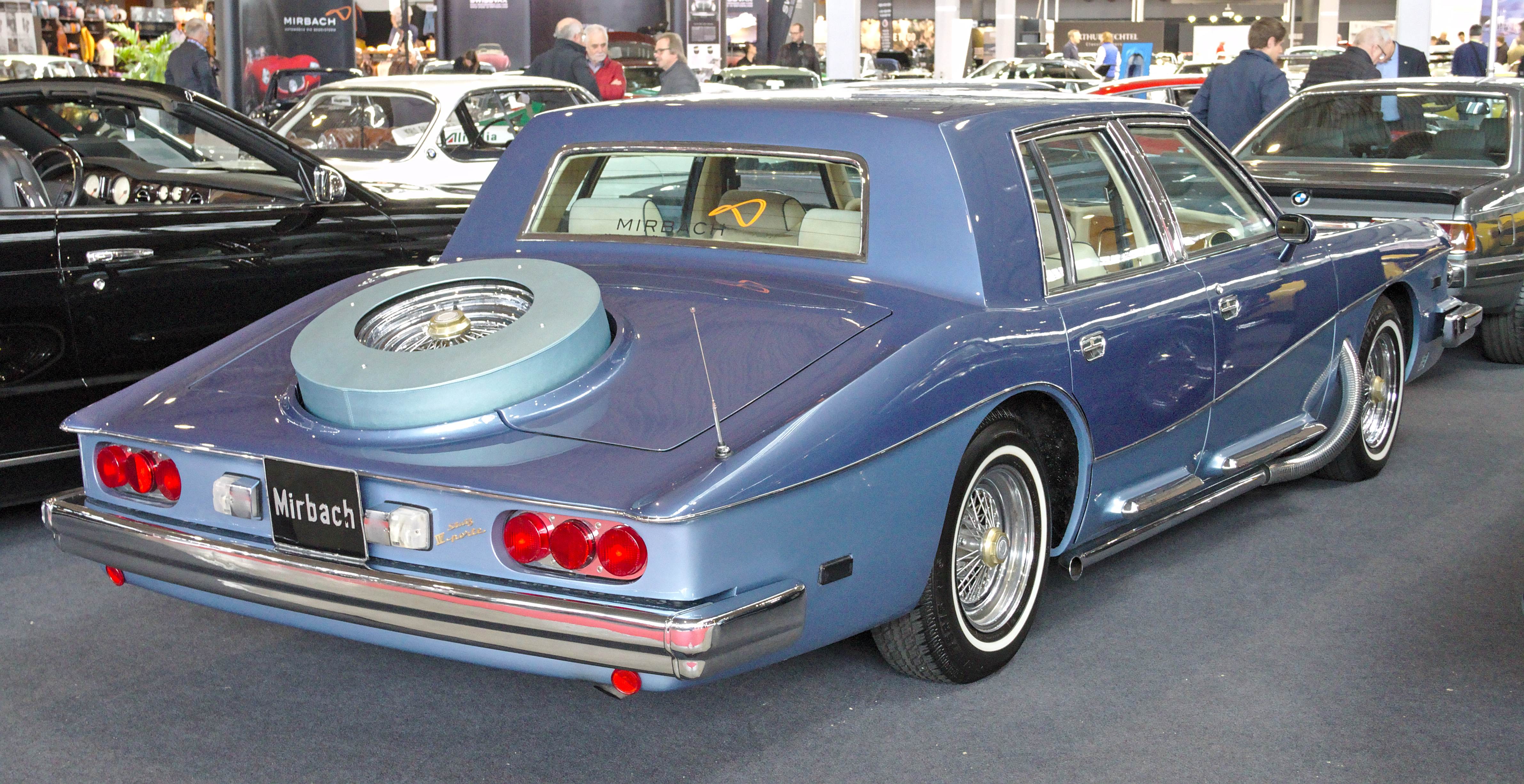
Stutz IV-Porte - tył

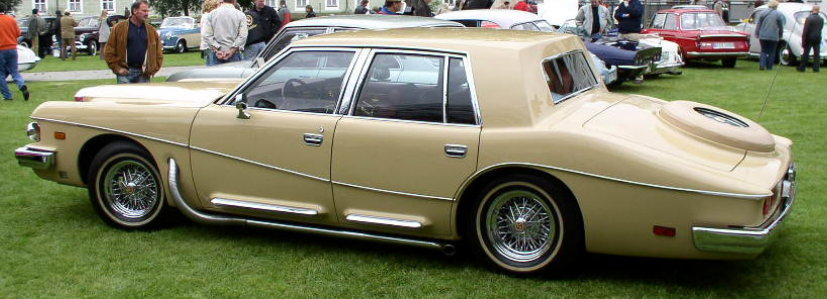
Stutz IV-Porte - sylwetka

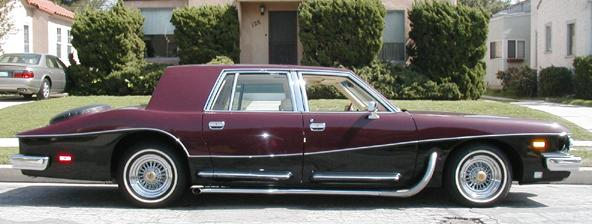
Stutz Victoria

Po tym jak w 1972 roku amerykańskie przedsiębiorstwo Stutz zbudowało swoją pierwszą luksusową limuzynę Duplex w oparciu o duże coupé Blackhawk, 7 lat później skonstruowano odrębną konstrukcję wywodzącą się bezpośrednio z dużego sedana. W tym celu firma porozumiała się ponownie z rodzimym Pontiakiem, wykorzystując tym razem za bazę limuzynę Bonneville w generacji z końca lat 70.
Za awangardowy projekt stylistyczny utrzymany w nurcie neoklasycyzmu, podobnie jak w przypadku podobnie wyglądających modeli Blackhawk i Bearcat, odpowiedzialny był amerykański projektant Virgil Exner. Charakterystycznymi cechami wizualnymi był przez to m.in. wąski, pionowo umieszczony wlot osłony chłodnicy z chromowanym wykończeniem. Chrom został także obficie wykorzystany do listew ozdobnych obecnych na karoserii czy zderzakach.

### Warianty
Stutz IV-Porte posłużył za bazę dla gamy budowanych na specjalne zamówienie wydłużonych limuzyn, które otrzymały różne nazwy. Włoski stylista Paolo Martin zaprojektował opartą na IV-Porte wariację pod nazwą Stutz Royale, która charakteryzowała się m.in. większą przestrzenią między przednim a tylnym rzędem siedzeń oraz znacznie obszerniejszą kabiną pasażerską, debiutując w 1979 roku i powstając głównie dla dworu królewskiego w Arabii Saudyjskiej.
W 1981 roku zadebiutowała ograniczona do 7 egzemplarzy seria krótszych limuzyn Stutz Diplomatica o większej przestrzeni dla pasażerów i wysuniętej kanapie za linię drzwi. W 1984 roku zadebiutowała z kolei kolejna pochodna, tym razem pod nazwą Stutz Victoria o innym niż bazowe IV-Porte wystroju kabiny pasażerskiej oraz podobnych proporcjach nadwozia co przedstawiony wcześniej model Diplomatica.

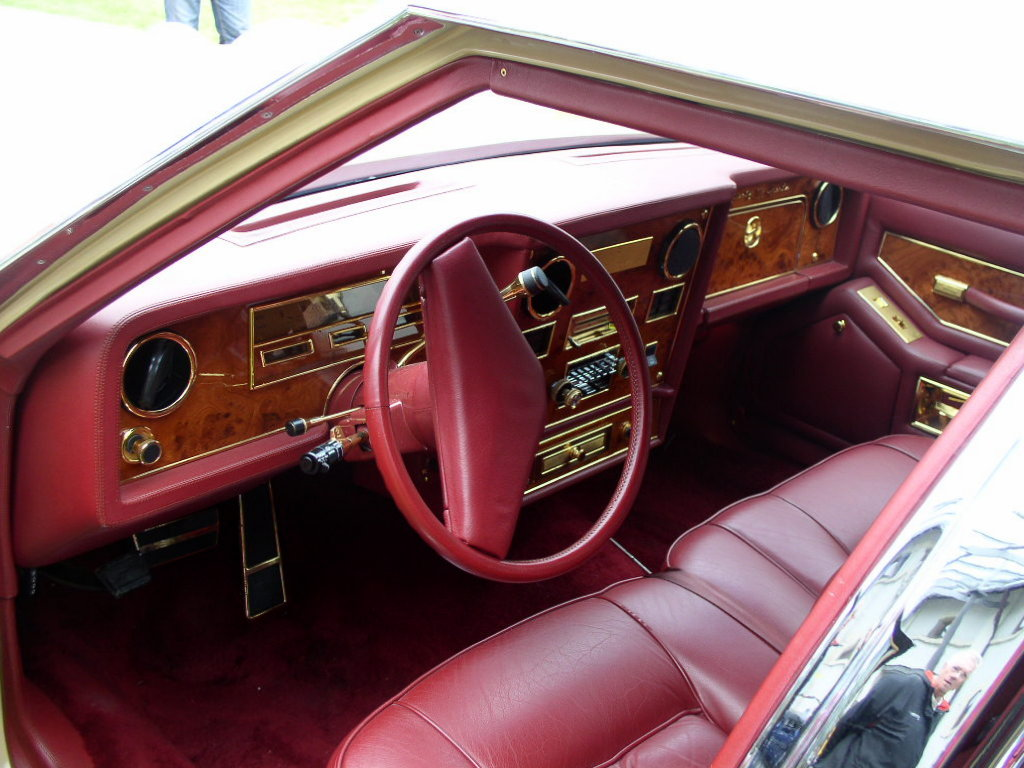
Stutz IV-Porte - wnętrze

### Sprzedaż
Stutz IV-Porte produkowany był w ściśle limitowanej serii, powstając ręcznie na zlecenie klientów głównie w Stanach Zjednoczonych i Arabii Saudyjskiej. Łącznie zakłady Stutza opuściło ok. 50 egzemplarzy luksusowej limuzyny, z których pojedyncze egzemplarze zachowały się do czasów współczesnych trafiając na aukcje motoryzacyjne.

### Silniki
- V8 5.0l
- V8 7.5l